# 双石胞藻属
双石胞藻属（学名：Amphilithopyxis）是古胞藻科下的一个属。

## 下属物种
本属包括以下物种：
- Amphilithopyxis aenigmatica Deflandre, 1932